# Championnat d'Islande de football de deuxième division 2010
Navigation
Saison précédente Saison suivante
le Championnat d'Islande de football D2 2010 est la 56e édition du championnat de D2 islandaise. À l'issue de la saison, deux clubs sont promus en Pepsi deildin et deux sont relégués en 2. deild karla.
Víkingur Reykjavík remporte le titre. Þór Akureyri termine second à égalité de point avec Leiknir Reykjavík mais prend la seconde place grâce à une différence de buts plus favorable. Ces deux clubs accèdent à l'élite islandaise pour la saison 2011.
Le promu UMF Njarðvík fait l'ascenseur et redescend en 2. deild karla pour la saison 2011 en compagnie du KF Fjarðabyggðar.

## Les 12 clubs participants
- Fjölnir Reykjavík (R)
- Grótta Seltjarnarnes (P)
- HK Kopavogur
- ÍA Akranes
- IR Reykjavik
- KA Akureyri
- KF Fjarðabyggðar
- Leiknir Reykjavík
- Þór Akureyri
- Thróttur Reykjavík (R)
- UMF Njarðvík (P)
- Víkingur Reykjavík

(R) Relégué de Landsbankadeild 

(P) Promu de 2. deild karla 

## Classement
| #   | Club                 | Joués | Gagnés | Nuls | Perdus | Buts pour | Buts contre | Diff. de buts | Points |                              |
| --- | -------------------- | ----- | ------ | ---- | ------ | --------- | ----------- | ------------- | ------ | ---------------------------- |
| 1.  | Víkingur Reykjavík   | 22    | 15     | 3    | 4      | 46        | 23          | +23           | 48     | Promu en Pepsi Deildin karla |
| 2.  | Þór Akureyri         | 22    | 12     | 7    | 3      | 53        | 23          | +30           | 43     | Promu en Pepsi Deildin karla |
| 3.  | Leiknir Reykjavík    | 22    | 13     | 4    | 5      | 32        | 19          | +13           | 43     |                              |
| 4.  | Fjölnir Reykjavík    | 22    | 12     | 4    | 6      | 42        | 28          | +14           | 40     |                              |
| 5.  | ÍA Akranes           | 22    | 9      | 8    | 5      | 44        | 28          | +16           | 35     |                              |
| 6.  | IR Reykjavik         | 22    | 8      | 6    | 8      | 31        | 38          | -7            | 30     |                              |
| 7.  | Thróttur Reykjavík   | 22    | 8      | 5    | 9      | 32        | 37          | -5            | 29     |                              |
| 8.  | HK Kopavogur         | 22    | 7      | 4    | 11     | 30        | 38          | -8            | 25     |                              |
| 9.  | KA Akureyri          | 22    | 6      | 6    | 10     | 29        | 43          | -14           | 24     |                              |
| 10. | Grótta Seltjarnarnes | 22    | 4      | 6    | 12     | 29        | 47          | -18           | 18     |                              |
| 11. | KF Fjarðabyggðar     | 22    | 4      | 5    | 13     | 26        | 47          | -21           | 17     | Relégué en 2. deild karla    |
| 12. | UMF Njarðvík         | 22    | 3      | 4    | 15     | 14        | 37          | -23           | 13     | Relégué en 2. deild karla    |

## Clubs Champion, relégués et promus

### Champion de 1. deild karla 2010
- Víkingur Reykjavík

### Promus enPepsi-deildin karla
Deux clubs sont promus de 1. deild karla pour la saison 2011 :
- Víkingur Reykjavík (Champion)
- Þór Akureyri (Vice-champion)

### Relégués en2. deild karla
Deux clubs sont relégués de 1. deild karla pour la saison 2011 :
- KF Fjarðabyggðar
- UMF Njarðvík